# 大塚和彦
大塚 和彦（おおつか かずひこ、1966年1月4日 - ）は、日本の男優。グリーンメディア所属。

## 出演

### 映画
- きみは風のように - 主演 山本鉄也役
- ビルマの竪琴（1985年） - 若いビルマ僧役
- 部長の愛人 ピンクのストッキング（1986年） - 主演 石塚一馬役
- うれしはずかし物語（1988年）
- 橋のない川（1992年） - 小山源吉役
- 四十七人の刺客（1994年） - 萱野三平役
- 郡上一揆（2000年） - 新六役
- ふくしゅう（2002年） - 新井役
- OUT（2002年） - レポーター役
- 赤い月（2004年） - ロシア兵に連行される男役
- 草の乱（2004年） - 門平惣平役
- 眉山（2007年） - 演舞場アナウンサー役
- しゃべれどもしゃべれども（2007年） - アナウンサー役
- 20世紀少年〜第1章〜（2008年） - ラジオアナウンサー役
- わたし出すわ（2009年） - アナウンサー役
- ゴールデンスランバー（2010年） - 解説者役
- 踊る大捜査線 THE MOVIE3 ヤツらを解放せよ!（2010年） - テレビリポーター役

### テレビ
- 鑑識の神様〜ポリグラフ〜（日本テレビ） - 刑事役
- 超星神グランセイザー（テレビ東京） - ニュースキャスター役
- プライド（フジテレビ） - スポーツキャスター役
- ワンダフルライフ（フジテレビ） - スポーツキャスター役
- ザ・インジケーターX〜逃亡画家〜（フジテレビ） - 人見安雄役
- 相棒 第12話（テレビ朝日） - 記者役
- 不機嫌なジーン 第2話（フジテレビ） - アナウンス役
- ほんとにあった怖い話〜オバケじゃないもん〜（フジテレビ） - 武井パーソナリティー役
- 富豪刑事 第9話（テレビ朝日） - リポーター役
- anego 第2話（日本テレビ） - リポーター役
- 黒革の手帖スペシャル〜白い闇（テレビ朝日） - 司会者役
- 海猿 第6・7話（フジテレビ） - 今井記者役
- 月曜ミステリー劇場「税務調査官・窓際太郎の事件簿」13（TBS） - リポーター役
- 月曜ミステリー劇場「検察審査会」（TBS） - 瀬川徹役
- 危険なアネキ（フジテレビ） - 記者役
- 相棒（テレビ朝日） - ボーイ長役
- 小早川伸木の恋 第7話（フジテレビ） - 患者の息子役
- 僕の歩く道 第5話（フジテレビ） - 雑誌記者役
- 女の一代記・向井千秋（フジテレビ） - 記者役
- セクシーボイスアンドロボ 第3話（日本テレビ） - アナウンサー役
- 警視庁捜査一課9係 season2 第5話（テレビ朝日） - 司会者役
- 女帝 第7話・最終回（テレビ朝日） - アナウンサー役
- 働きマン 第5話（日本テレビ） - 芸能リポーター役
- 多摩南署たたき上げ刑事・近松丙吉8 最期のメッセージ（テレビ東京） - 料理番組司会者役
- 土曜プレミアム 三億円事件 40年目の謎を追え!（フジテレビ） - 銀行員 F役
- キイナ〜不可能犯罪捜査官〜 最終回15分拡大SP（日本テレビ） - リポーター役
- アイシテル〜海容〜 第1話（日本テレビ） - 番組司会者役
- BOSS 第2話・第9話（フジテレビ） - リポーター役
- ドラマW「人間動物園」（WOWOW） - リポーター役
- 救命病棟24時 最終話スペシャル（フジテレビ） - アナウンサー役
- 地下鉄サリン事件 15年目の真相〜 あの日、霞ヶ関で何が起こったのか〜（フジテレビ） - 役人役
- 絶対零度〜未解決事件特命捜査〜 第3話＆第8話（フジテレビ） - 記者役
- 月の恋人〜Moon Lovers〜 第1話＆第2話（フジテレビ） - 記者役
- MM9-MONSTER MAGNITUDE- 第1話（毎日放送） - キャスター役
- 世にも奇妙な物語 20周年スペシャル・秋 〜人気作家競演編〜（フジテレビ） - DJ役
- パーフェクト・リポート 第5話（フジテレビ） - ニュースナレーション
- Dr.伊良部一郎 第2話（テレビ朝日） - パーティーの司会者役
- 外交官・黒田康作 第5話（フジテレビ） - 記者役
- 悪党〜重犯罪捜査班 最終事案（フジテレビ） - キャスター役
- 牙狼＜GARO＞〜MAKAISENKI〜 第8話（テレビ東京） - 帰宅中のサラリーマン役
- ドラマW「分身」第2話（WOWOW） - リポーター役
- 鍵のかかった部屋 第3話（フジテレビ） - レポーター役
- 37歳で医者になった僕〜研修医純情物語〜 第7話（フジテレビ） - 藤本役
- GTO 第4話（フジテレビ） - 司会役
- 事件救命医2〜IMATの奇跡〜（テレビ朝日） - 第一オペ医役
- 民王（2015年、テレビ朝日） - キャスター 役
- 笑うマトリョーシカ 第1話（2024年6月28日、TBS） - 山中の麻雀仲間 役

### 舞台
- 伊藤演劇研究所「時の氏神」「紙風船」「ロンググッドバイ」
- SHU企画「泣き虫　なまいき　石川啄木」 - 金田一恭介役
- メアリープレイヤーズカンパニー「お月様へようこそ」 - スティーブン役
- 劇団☆新感線「野獣郎見参！」作：中嶋かずき　演出：いのうえひでのり　  1996年3月21日〜25日　大阪/リサイタルホール  1996年4月3日〜14日　東京/シアターアプル
- 「ネオロマンスフェスト4」 - ビッグ役
- 劇団東京べれゑ「贋作・宮沢賢治どうや集〜注文の多い女房〜」作・演出：福島敏郎　部下役  2003年2月7・8日・9日　恵比寿・エコー劇場

### CM
- 「ヤクルト企業CM」（2013年）
- 「大塚商会CM」（2013年）